# ریچل براون
ریچل براون (انگلیسی: Rachel Brown؛ زادهٔ ۲ ژوئیهٔ ۱۹۸۰) یک بازیکن فوتبال اهل ایالات متحده آمریکا است.
وی سابقه عضویت در تیم ملی فوتبال زنان انگلستان را داراست.